# مارفن سكوت
مارفن سكوت (بالإنجليزية: Marvin Scott)‏ هو سياسي أمريكي، ولد في 10 مارس 1944. حزبياً، نشط في الحزب الجمهوري.